# Emma Stibbon
Emma Stibbon (* 1. März 1962 in Münster, Deutschland) ist eine britische Künstlerin. Gegenwärtig übt sie eine Lehrtätigkeit an der University of Brighton aus.

## Leben
Stibbon wurde als Tochter eines in Deutschland stationierten Offiziers der britischen Streitkräfte geboren. Sie studierte Kunst und bildete sich als Papierrestauratorin aus. Stationen ihrer Ausbildung waren: 1980-1981 Portsmouth College of Art, 1981-1984 BA (First Class Hons) Fine Art, Goldsmiths, University of London, 1984-1986 HND Paper Conservation, Camberwell College of Arts, London, 2002-2005 MA Research Fine Art, University of the West of England, Bristol. Sie lebt und arbeitet heute in Bristol.

## Werk
Im Jahr 2009 präsentierte Emma Stibbon ihre Arbeiten auf Papier erstmals in einem deutschen Museum – in einer Einzelausstellung im Ephraim-Palais der Stiftung Stadtmuseum Berlin unter dem Titel "StadtLandschaften/CityLandscapes". Zuvor stellte sie bereits in der Berliner Galerie upstairs aus.

„Beim Betrachten von Emma Stibbons Werk wird deutlich, dass sie mit ihrer Themenwahl und dem künstlerischen Prozess eine bestimmte Absicht verfolgt. Mit technischem Vermögen und ihrem konzeptionellen Ansatz suggeriert die Künstlerin die Veränderbarkeit eines Ortes, ihre Zeichnungen und Holzschnitte erscheinen wie stille Metaphern in einer ruhelosen Zeit. Sie geben Auskunft über Städte und Landschaften und über die Rolle, die der schöpferisch-gestaltende Mensch darin spielt. Die scheinbaren Gegenwartsmotive sind in Wirklichkeit die Summe von Vergangenem, das seinerseits auf den künftigen Wandel verweist. In dieser Ambivalenz von Zeit und Raum bewegen sich Stibbons Bilder.“

Die Geschichtsbrüche und die Kräfte des Wandels sind die wesentlichen Antriebsmomente für das Werk der Künstlerin. Zwar lassen sich die Motive im weitesten Sinn topografisch zuordnen, eine getreue Abbildung, die man aufgrund ihrer am Realismus orientierten Kunst erwarten könnte, ist nicht beabsichtigt.
Emma Stibbon bedient sich vornehmlich der Farbwerte Schwarz und Weiß mit den dazwischen liegenden Grautönen. Sie greift damit auf die Wirkung der klassischen Schwarz-Weiß-Fotografie zurück. Die Umsetzung der Bildidee erfolgt bevorzugt mit weißer Kreide auf schwarz grundierten Flächen. Neben den Kreidezeichnungen auf dunklem Grund dominieren in ihrem Werk Tuschezeichnungen auf Papier und großformatige Holzschnitte.
Der historische Kontext eines Ortes ist für Emma Stibbon von grundlegender Bedeutung. Sie erkundet das darzustellende Gelände oder das konkrete Bauwerk, studiert die überlieferten Quellen, dokumentiert das topografisch-historisch Konkrete mit Fotos und Zeichnungen, die in den Werkprozess einfließen. Die Künstlerin schildert ihre Bildideen aus einer historischen Perspektive und impliziert sogleich, dass die Zukunft des Dargestellten offen ist – Veränderungen sind wahrscheinlich. Dem entspricht auch, dass die zeitlos anmutenden Arbeiten auf eine Personenstaffage weitestgehend verzichten. Dennoch ist das Wirken des Menschen in den Bildern übermächtig.
Das zeigen beispielsweise ihr Folge zu den unvollendeten Ruinenstädten in Armenien (Soviet Housing Plan, 2004), die 2005 bis 2009 entstandenen Zeichnungen und Holzschnitte mit Berliner Motiven, Bilder aus Rom (2009–2011) sowie Potsdamer Arbeiten (2012). Nicht minder eindrucksvoll sind Landschaftsdarstellungen der Folge Antarctica (2006–2007) sowie die Alpen-Folge (2008), in denen die grazile Reinheit der Eis- und Schneelandschaften vom menschlichen Wirken bedroht zu sein scheint.
Sie zeichnete später die Zerstörungen der Französischen Alpen durch den Klimawandel nach, indem sie die Pfade John Ruskins und J. M. W. Turner nachwanderte und die Veränderungen festhielt. Waren es bei Ruskin noch Gletscher, so waren es bei ihr nur mehr Felsen. Ihr Projekt ähnelt einem etwa zeitgleich populär gewordenen Projekt des Fotografen Daniel Schwartz, der die Zerstörungen in den Schweizer Alpen festhielt.

## Ausstellungen (Auswahl)
- 2001 Russel Cotes Museum and Art Gallery, Bournemouth
- 2006 Antarctica Drawings, Rabley Contemporary Drawing Centre, Mildenhall (Wiltshire)
- 2007 Emma Stibbon: Antarctica, upstairs berlin, Berlin
- 2008 Glacial Shift, Scott Polar Research Institute, Cambridge
- 2009 Emma Stibbon: StadtLandschaften – CityLandscapes, Ephraim-Palais, Stiftung Stadtmuseum Berlin
- 2012 Emma Stibbon. Potsdam – Berlin. changing cities, KunstHaus Potsdam